# آرتور و انتقام مالتازارد
 آرتور و انتقام مالتازارد (انگلیسی: Arthur and the Revenge of Maltazard) یک لایو اکشن و پویانمایی فانتزی فرانسوی-آمریکایی به کارگردانی لوک بسون است که در سال ۲۰۰۹ منتشر شد. بسون فیلم‌نامه را به همراه سلین گارسیا به نگارش درآورده‌است. فیلم اقتباسی از کتاب سوم مجموعۀ کتاب‌های کودکان آرتور اثر بسون است و پس از آرتور و نامرئی‌ها دومین فیلم از مجموعۀ فیلم‌های آرتور است.
دنبالۀ این فیلم تحت عنوان آرتور ۳: جنگ دو جهان در سال ۲۰۱۰ در فرانسه منتشر شد.

## داستان
سه سال از زمانی‌که آرتور مینی‌موی‌ها را از دست مالتازارد نجات داد می‌گذرد. آرتور در بوگو ماتاسالای مجموعه‌ای از امتحانات سخت را پشت سر می‌گذارد و به عنوان حامی طبیعت انتخاب می‌شود. آرتور پیامی حاوی درخواست کمک از مینی‌موی‌ها دریافت می‌کند. او برای کمک به آن‌ها به سرزمینشان سفر می‌کند غافل از اینکه مالتازارد نقشه کشیده‌است تا با استفاده از او به دنیای انسان‌ها برود.

## بازیگران
بازیگران لایو اکشن
- فردی هایمور در نقش آرتور مونتگومری. هایمور صداپیشگی این شخصیت را نیز بر عهده دارد.
- میا فارو در نقش دیزی سوچات
- ران کرافورد در نقش آرچیبالد سوچات. میشل دوشوسوآ صداپیشگی این شخصیت را در نسخه فرانسوی بر عهده دارد.
- رابرت استانتون در نقش آرماند مونتگومری. استانتون جایگزین داگ رند شد که در فیلم اول این شخصیت را به تصویر کشید. ژان-پل روو صداپیشگی این شخصیت را در نسخه فرانسوی بر عهده دارد.
- پنی بالفور در نقش رز مونتگومری. فردریک بل صداپیشگی این شخصیت را در نسخه فرانسوی بر عهده دارد.

صداپیشگان
- سلنا گومز در نقش شاهدخت سلنیا. گومز جایگزین مدونا، که در فیلم اول صداپیشگی این شخصیت را بر عهده داشت، شد. میلن فارمر صداپیشگی این شخصیت را در نسخه فرانسوی بر عهده دارد.
- داگ رند در نقش شاهزاده بتامچه. رند جایگزین جیمی فلن شد که صداپیشگی این شخصیت را در فیلم اول بر عهده داشت.
- لو رید در نقش مالتازارد. رید جایگزین دیوید بویی، که در فیلم اول صداپیشگی این شخصیت را بر عهده داشت، شد. ژرار دارمون صداپیشگی این شخصیت را در نسخه فرانسوی بر عهده دارد.
- اسنوپ داگ در نقش مکس. روهف، رپر فرانسوی، صداپیشگی این شخصیت را در نسخه فرانسوی بر عهده دارد.
- ویل.آی.ام در نقش اسنو. عمر سی صداپیشگی این شخصیت را در نسخه فرانسوی بر عهده دارد.
- فرگی در نقش ریپلی. فرد تستوت صداپیشگی این شخصیت را در نسخه فرانسوی بر عهده دارد.
- دیوید گاسمن در نقش امپراتور. گاسمت جایگزین رابرت دنیرو که در فیلم اول صداپیشگی این شخصیت را بر عهده داشت، شد.
- لوگان میلر در نقش جیک